# Santa Cruz de Juventino Rosas
Santa Cruz de Juventino Rosas är en ort i Mexiko.   Den ligger i kommunen Santa Cruz de Juventino Rosas och delstaten Guanajuato, i den centrala delen av landet, 240 km nordväst om huvudstaden Mexico City. Santa Cruz de Juventino Rosas ligger 1 756 meter över havet och antalet invånare är 38 198.
Terrängen runt Santa Cruz de Juventino Rosas är platt åt sydost, men åt nordväst är den kuperad. Runt Santa Cruz de Juventino Rosas är det tätbefolkat, med 411 invånare per kvadratkilometer. Närmaste större samhälle är Cortazar, 18,4 km söder om Santa Cruz de Juventino Rosas. Trakten runt Santa Cruz de Juventino Rosas består till största delen av jordbruksmark.